# Firmin Aerts
Pour les articles homonymes, voir Aerts.
Firmin Aerts, né à Gingelom (Belgique) le 16 août 1929, est un homme politique belge, membre du CVP, qui a été bourgmestre de Saint-Trond et également secrétaire d'État de 1981 à 1988 sous trois gouvernement dirigé par Wilfried Martens.